# ルミエール (宝塚歌劇)
ファンタスティック・ショー『ルミエール』は宝塚歌劇団のレビュー作品。星組公演。16場。併演は『哀しみのコルドバ』。

## 公演期間と公演場所
- 1985年2月15日 - 3月26日　宝塚大劇場[1]
- 1985年6月4日 - 6月30日　東京宝塚劇場[2]

## 解説
※100年史の大劇場公演より
ルミエール（光）が人間にもたらす愛・生命力を、原始時代の太陽、湖に映る自分の影と争うナルシス、電球などの発明したトーマス・エジソン、大都会の夜、電飾輝く現代の夜、ネオンの光る地下の魔窟・・・さまざまなエピソードを借りて展開するファンタスティックなショー。

## スタッフ
※氏名の後ろに「宝塚」「東京」の文字がなければ両劇場共通。
- 作・演出：三木章雄
- 作曲・編曲：寺田瀧雄・高橋城・西村耕次
- 音楽指揮：橋本和明（宝塚）、北沢達雄（東京）
- 振付：羽山紀代美・朱里みさを・県洋二
- 衣装：任田幾英
- 装置：大橋泰弘
- 照明：今井直次
- 小道具：万波一重
- 効果：川ノ上智洋
- 音響監督：松永浩志
- 演出助手：中村暁・石田昌也
- 舞台進行：豊田登
- 制作：久国高
- 製作担当：横山美二（東京）

## 主な配役
※氏名の後ろに「宝塚」「東京」の文字がなければ両劇場共通。
- 歌手、マダム、ギャング、デラシネ - 峰さを理
- 歌手、騎士、ボレロの男 - 日向薫
- 歌手、ナルシス、メタルプリンス - 紫苑ゆう
- 歌手、悲しみの女、メタルクィーン - 湖条れいか
- 歌手、昔の女、踊る女、女の子 - 南風まい
- ワルソン、ギャング - 千珠晄（東京）
- エジソン - 葉山三千子（宝塚）
- 母親 - 葉山三千子（東京）
- ダンサー、歌う男 - 新城まゆみ
- 歌手、カゲソロ、ボレロの男 - 洋ゆり
- ダンサー、ボレロの男、歌う男 - 萬あきら
- ボレロの女 - 藤京子
- シンガー、ボレロの女 - 紫城いずみ
- 湖の女、ボレロの女 - 風間イリヤ
- シンガー、男の子 - あづみれいか
- イケジーヌ、シンガー - ありす未来
- キドリアン、男の子 - 三城礼
- ヒボーヌ、女の子 - 毬藻えり
- エジソンの助手 - 大輝ゆう（宝塚）
- 少年 - 大輝ゆう（東京）
- 歌手 - 矢代鴻